# Queda do Muro de Berlim
A queda do muro de Berlim (em alemão:  Mauerfall), em 9 de novembro de 1989, foi um evento crucial na história mundial que marcou a queda da Cortina de Ferro e o início da queda do comunismo na Europa Oriental e Central. A queda da fronteira interna da Alemanha ocorreu pouco depois. O fim da Guerra Fria foi declarado na Cúpula de Malta três semanas depois e a reunificação da Alemanha ocorreu em outubro do ano seguinte.
Após o desmantelamento de uma cerca elétrica ao longo da fronteira entre a Hungria e a Áustria, em abril de 1989, no início de novembro os refugiados estavam chegando à Hungria via Tchecoslováquia ou pela embaixada da Alemanha Ocidental em Praga. A emigração foi inicialmente tolerada por causa de acordos de longa data com o governo comunista da Tchecoslováquia, permitindo viagens gratuitas através de sua fronteira comum. No entanto, esse movimento de pessoas cresceu tanto que causou dificuldades para os dois países. Além disso, a Alemanha Oriental estava lutando para cumprir os pagamentos de empréstimos estrangeiros; Egon Krenz enviou Alexander Schalck-Golodkowski para pedir, sem sucesso, um empréstimo de curto prazo à Alemanha Ocidental para fazer pagamentos de juros. :344
Em 18 de outubro de 1989, Erich Honecker, antigo líder do Partido Socialista da Alemanha (SED), deixou o cargo em favor de Krenz. Honecker estava gravemente doente, e aqueles que queriam substituí-lo estavam inicialmente dispostos a esperar por uma "solução biológica", mas em outubro estavam convencidos de que a situação política e econômica era muito grave. :339 Honecker aprovou a escolha, nomeando Krenz em seu discurso de demissão, e o Volkskammer o elegeu devidamente. Embora Krenz tenha prometido reformas em seu primeiro discurso público, foi considerado pelo público da Alemanha Oriental como seguindo as políticas de seu antecessor e os protestos públicos exigindo sua renúncia continuaram.:347 Apesar das promessas de reforma, a oposição pública ao regime continuou a crescer.
Em 1 de novembro, Krenz autorizou a reabertura da fronteira com a Tchecoslováquia, que havia sido selada para impedir que os alemães orientais fugissem para a Alemanha Ocidental. Em 4 de novembro, ocorreu a manifestação da Alexanderplatz. Em 6 de novembro, o Ministério do Interior publicou um rascunho de novos regulamentos de viagens, que fizeram mudanças cosméticas nas regras da era Honecker, deixando o processo de aprovação opaco e mantendo a incerteza em relação ao acesso à moeda estrangeira. O projeto enfureceu os cidadãos comuns e foi denunciado como "lixo completo" pelo prefeito de Berlim Ocidental, Walter Momper. Centenas de refugiados se amontoaram nos degraus da embaixada da Alemanha Ocidental em Praga, enfurecendo os checoslovacos, que ameaçavam fechar a fronteira entre a Alemanha Oriental e a Checoslováquia. Em 7 de novembro, Krenz aprovou a renúncia do primeiro-ministro Willi Stoph e dois terços do Politburo; no entanto, Krenz foi reeleito por unanimidade como Secretário Geral pelo Comitê Central. :341

## Elaboração de novos regulamentos
Em 19 de outubro, Krenz pediu a Gerhard Lauter para preparar uma nova política de viagens.
Em uma reunião do Politburo em 7 de novembro, foi decidido aprovar uma parte dos projetos de regulamentos de viagem que tratam da emigração permanente imediatamente. Inicialmente, o Politburo planejava criar uma passagem de fronteira especial perto de Schirnding especificamente para essa emigração. Os burocratas do Interior e da Stasi encarregados de elaborar o novo texto, no entanto, concluíram que isso não era viável e elaboraram um novo texto relacionado à emigração e às viagens temporárias. Estipulou que os cidadãos da Alemanha Oriental poderiam solicitar permissão para viajar para o exterior sem ter que atender aos requisitos anteriores para essas viagens. Para aliviar as dificuldades, o Politburo liderado por Krenz decidiu em 9 de novembro permitir que os refugiados saíssem diretamente através de pontos de passagem entre a Alemanha Oriental e a Alemanha Ocidental, inclusive entre Berlim Oriental e Ocidental. Mais tarde, no mesmo dia, a administração ministerial modificou a proposta para incluir viagens particulares de ida e volta. Os novos regulamentos entrariam em vigor no dia seguinte.

## Coletiva de imprensa

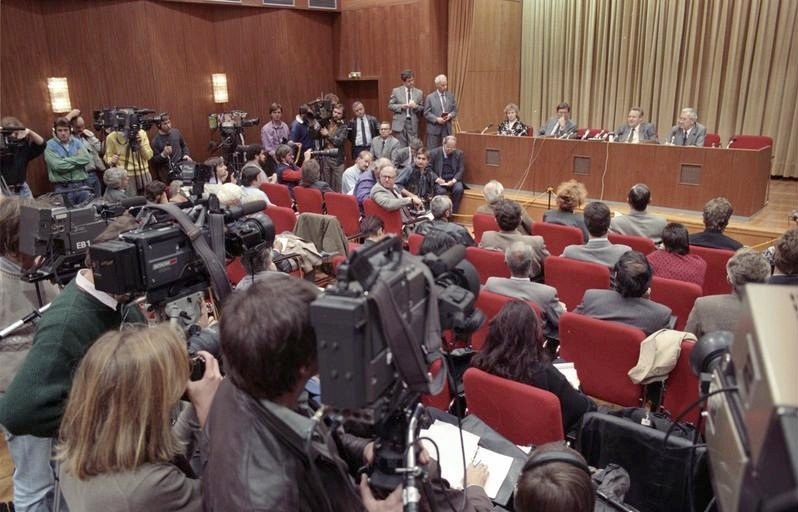
A coletiva de imprensa de 9 de novembro de 1989 feita por Günter Schabowski (sentado no palco, segundo da direita) e outras autoridades da Alemanha Oriental e que levou à Queda do Muro. Riccardo Ehrman está sentado no chão do pódio com a mesa logo atrás dele

O anúncio dos regulamentos que derrubaram o muro ocorreu em uma entrevista coletiva de uma hora liderada por Günter Schabowski, líder do partido em Berlim Oriental e principal porta-voz do governo, a partir das 18h00 CET de 9 de novembro e transmitida ao vivo na televisão e nas rádios da Alemanha Oriental. A Schabowski se juntaram o ministro do Comércio Exterior Gerhard Beil e os membros do Comitê Central Helga Labs e Manfred Banaschak.:352
Schabowski não havia participado das discussões sobre os novos regulamentos e não havia sido totalmente atualizado. Pouco antes da conferência de imprensa, Krenz recebeu uma nota anunciando as mudanças, mas não recebeu mais instruções sobre como lidar com as informações. O texto estipulava que os cidadãos da Alemanha Oriental poderiam solicitar permissão para viajar para o exterior sem ter que atender aos requisitos anteriores para essas viagens e também permitia a emigração permanente entre todas as passagens de fronteira - incluindo aquelas entre Berlim Oriental e Ocidental.
Às 18:53, perto do final da coletiva de imprensa, Riccardo Ehrman, da ANSA, perguntou se o projeto de lei de viagens de 6 de novembro era um erro. Schabowski deu uma resposta confusa, afirmando que era necessário porque a Alemanha Ocidental havia esgotado sua capacidade de aceitar alemães orientais em fuga, depois lembrou-se da nota que recebera e acrescentou que uma nova lei havia sido elaborada para permitir a emigração permanente em qualquer passagem de fronteira. Isso causou um rebuliço na sala e em meio a várias perguntas ao mesmo tempo, Schabowski expressou surpresa pelos repórteres ainda não terem visto essa lei e começou a ler a nota. 
Depois disso o repórter Peter Brinkmann, da Bild-Zeitung, sentado na primeira fila da coletiva de imprensa, perguntou quando os regulamentos entrariam em vigor. Após alguns segundos de hesitação Schabowski respondeu: "Até onde eu sei, entra em vigor imediatamente, sem demora" (em alemão: Das tritt nach meiner Kenntnis … ist das sofort … unverzüglich.):352  Essa era uma suposição aparente com base no parágrafo de abertura da nota. Como Beil tentou concluir que cabia ao Conselho de Ministros decidir quando entraria em vigor, Schabowski passou a ler esta cláusula, que dizia que ela estava em vigor até que uma lei sobre o assunto fosse aprovada pelo Volkskammer. Um jornalista então perguntou se o regulamento também se aplicava às passagens para Berlim Ocidental. Schabowski deu de ombros e leu o item 3 da nota, que confirmou que sim.
Após isso, Daniel Johnson, do Daily Telegraph, perguntou o que essa lei significava para o Muro de Berlim. Schabowski ficou paralisado antes de dar uma declaração divagante sobre o fato do muro estar vinculado à questão maior do desarmamento. Ele então terminou a coletiva de imprensa prontamente às 19h00, quando os jornalistas saíram correndo da sala.
Após a coletiva Schabowski sentou-se para uma entrevista com o repórter da NBC, Tom Brokaw, na qual repetiu que os alemães orientais seriam capazes de emigrar através da fronteira e os regulamentos entrariam em vigor imediatamente.

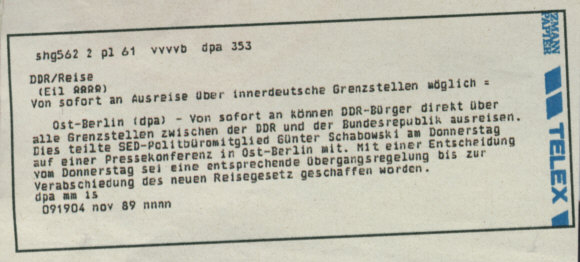
Boletim da Deutsche Presse-Agentur

A notícia começou a se espalhar imediatamente: a Deutsche Presse-Agentur da Alemanha Ocidental publicou um boletim às 19:04, informando que os cidadãos da Alemanha Oriental poderiam atravessar a fronteira interna da Alemanha "imediatamente". Trechos da conferência de imprensa de Schabowski foram transmitidas em dois programas de notícias principais da Alemanha Ocidental naquela noite - às 19:17 no heute da ZDF, que entrou no ar assim que a coletiva foi concluída e às 20h00 no Tagesschau da ARD. Como a ARD e a ZDF transmitiam para quase toda a Alemanha Oriental desde o final dos anos 1950, eram muito mais vistas do que os canais da Alemanha Oriental e foi assim que a maioria da população ouviu a notícia. Mais tarde naquela noite, no Tagesthemen da ARD, o âncora Hanns Joachim Friedrichs proclamou: "Este 9 de novembro é um dia histórico. A Alemanha Oriental anunciou que, começando imediatamente, suas fronteiras estão abertas a todos. Os portões do muro estão abertos".:353 
Em 2009 Ehrman afirmou que um membro do Comitê Central havia telefonado para ele e pediu que ele perguntasse sobre a lei de viagens durante a coletiva de imprensa, mas Schabowski chamou isso de absurdo. Mais tarde Ehrman se retratou dessa declaração em uma entrevista de 2014 com um jornalista austríaco, admitindo que o interlocutor era Günter Pötschke, chefe da agência de notícias da Alemanha Oriental, e ele só perguntou se Ehrman participaria da conferência de imprensa.

## Resposta imediata
Depois de ouvir a transmissão, os alemães orientais começaram a se reunir no muro, nos seis postos de controle entre Berlim Oriental e Ocidental, exigindo que os guardas de fronteira abrissem imediatamente os portões. Os guardas surpresos e oprimidos fizeram muitas ligações telefônicas agitadas para seus superiores sobre o problema. Inicialmente, receberam ordens de encontrar as pessoas "mais agressivas" reunidas nos portões e carimbar seus passaportes com um carimbo especial que os impedia de retornar à Alemanha Oriental - com efeito, revogando sua cidadania. No entanto, ainda havia milhares de pessoas exigindo a liberação "como Schabowski disse que podemos".:353 Logo ficou claro que ninguém entre as autoridades da Alemanha Oriental assumiria a responsabilidade pessoal pela emissão de ordens para usar a força letal, de modo que os soldados, amplamente em menor número, não tinham como conter a enorme multidão de cidadãos. Mary Elise Sarotte, em uma reportagem do Washington Post em 2009, caracterizou a série de eventos que levaram à queda do muro como um acidente, dizendo: "Um dos eventos mais importantes do século passado foi, de fato, um acidente, um erro semicômico e burocrático que deve tanto à mídia ocidental quanto às marés da história".
Finalmente, às 22h45 (alternativamente, dado como 23h30) em 9 de novembro, Harald Jäger, comandante da passagem da fronteira com a Bornholmer Straße cedeu, permitindo que os guardas abrissem os postos de controle e permitindo que as pessoas passassem com pouca ou nenhuma verificação de identidade. Enquanto os Ossis avançavam, foram recebidos por Wessis que os esperavam com flores e champanhe em meio à alegria selvagem. Logo depois, uma multidão de berlinenses ocidentais pulou no topo do muro e logo se juntou aos jovens da Alemanha Oriental. A noite de 9 de novembro de 1989 é conhecida como "a noite em que o muro caiu".

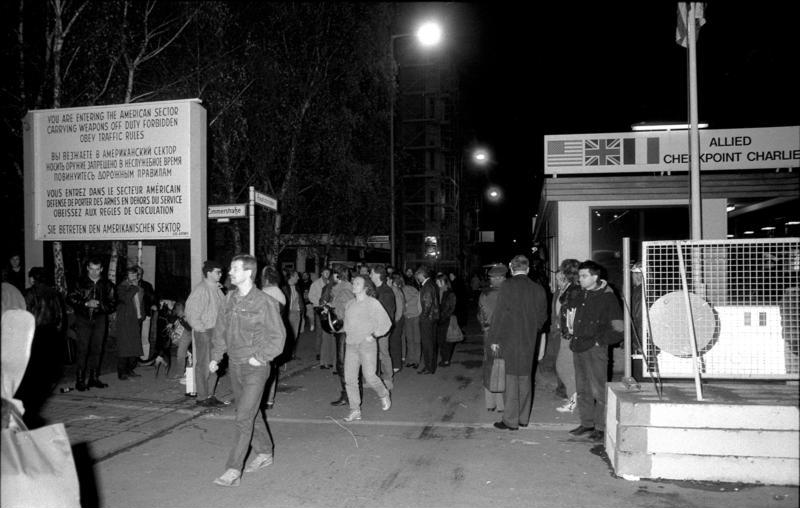
Travessia pelo Checkpoint Charlie, 10 de novembro de 1989
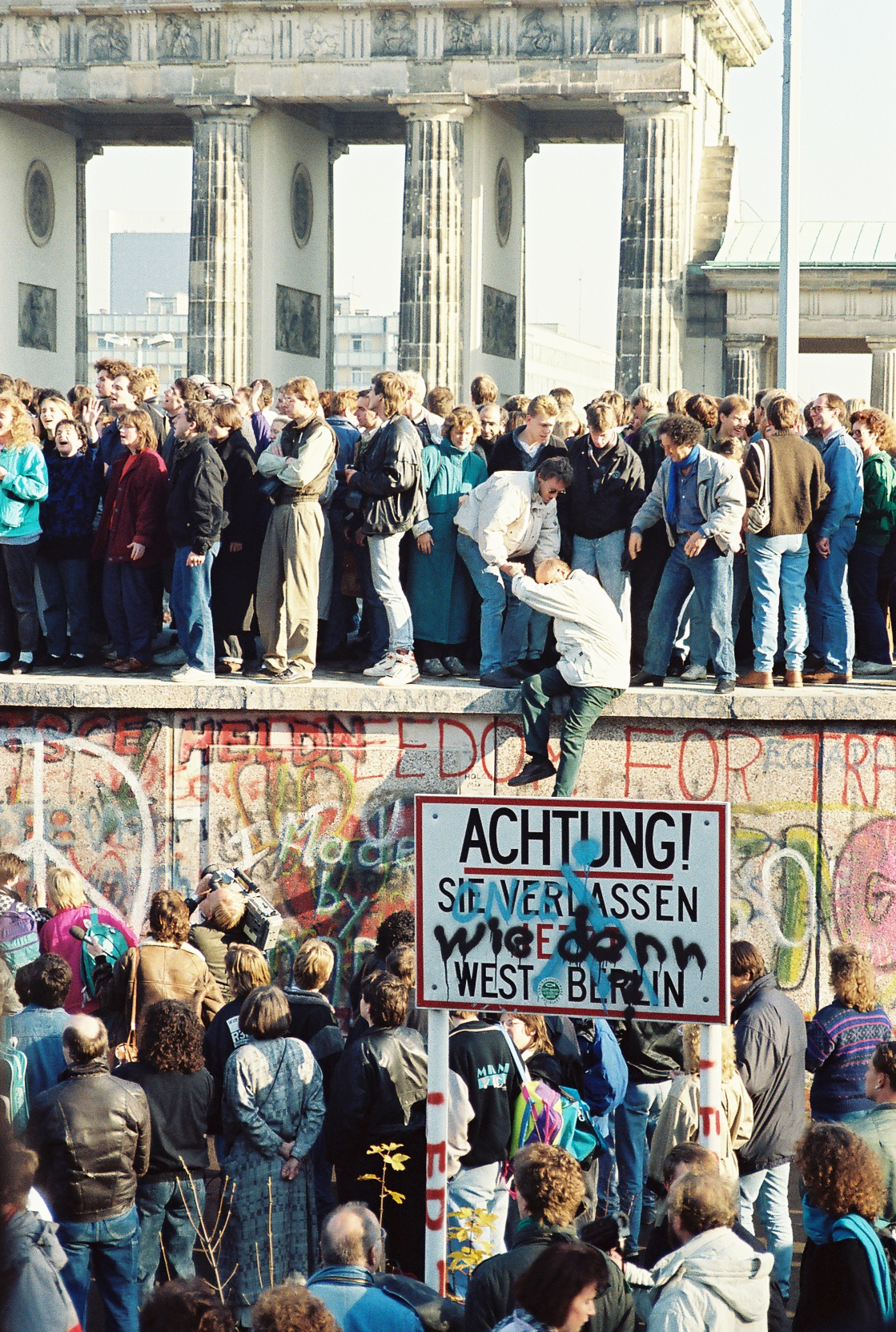
No portão de Brandemburgo, 10 de novembro de 1989
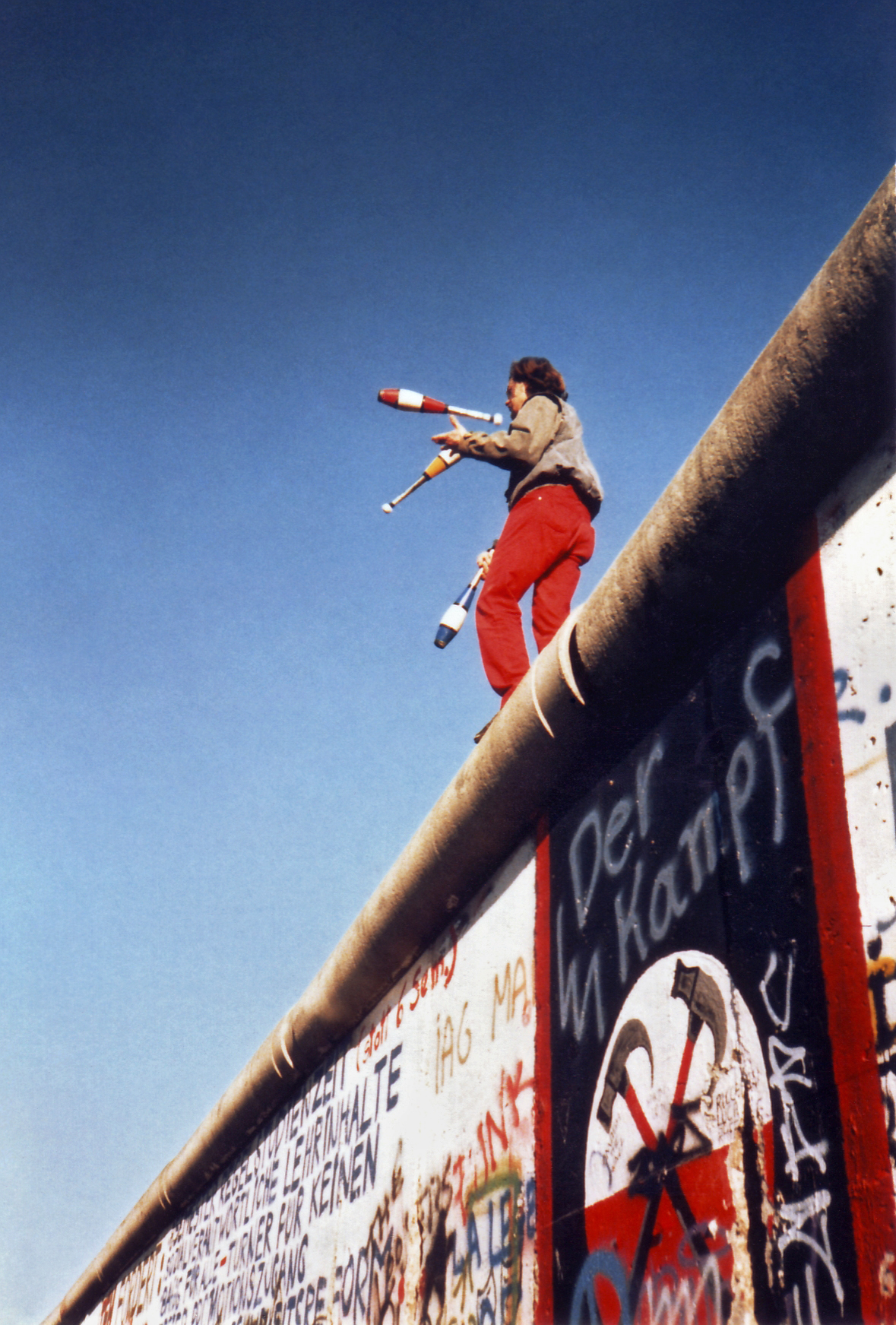
Malabarismo no muro em 16 de novembro de 1989
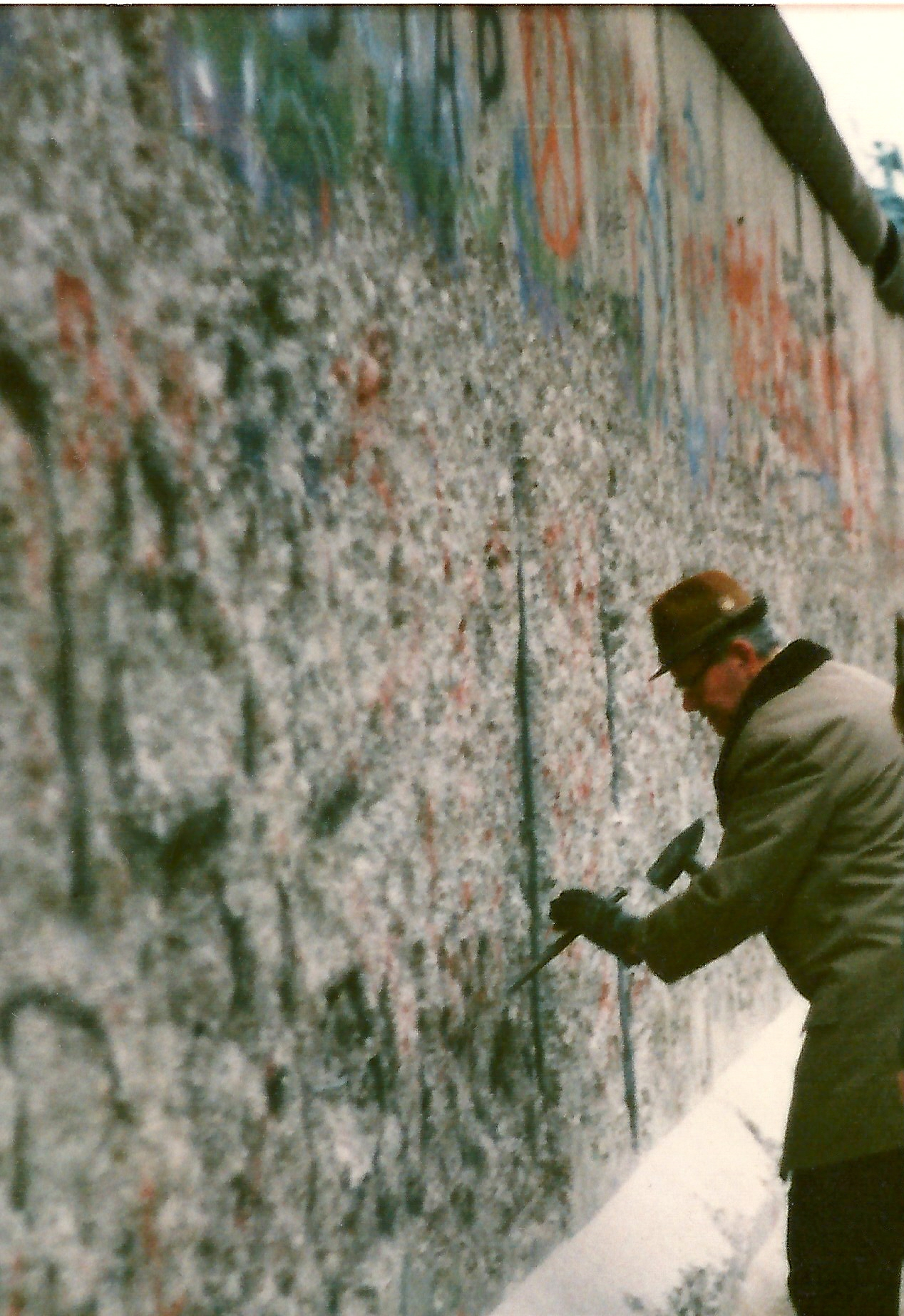
"Mauerspecht" (novembro de 1989)
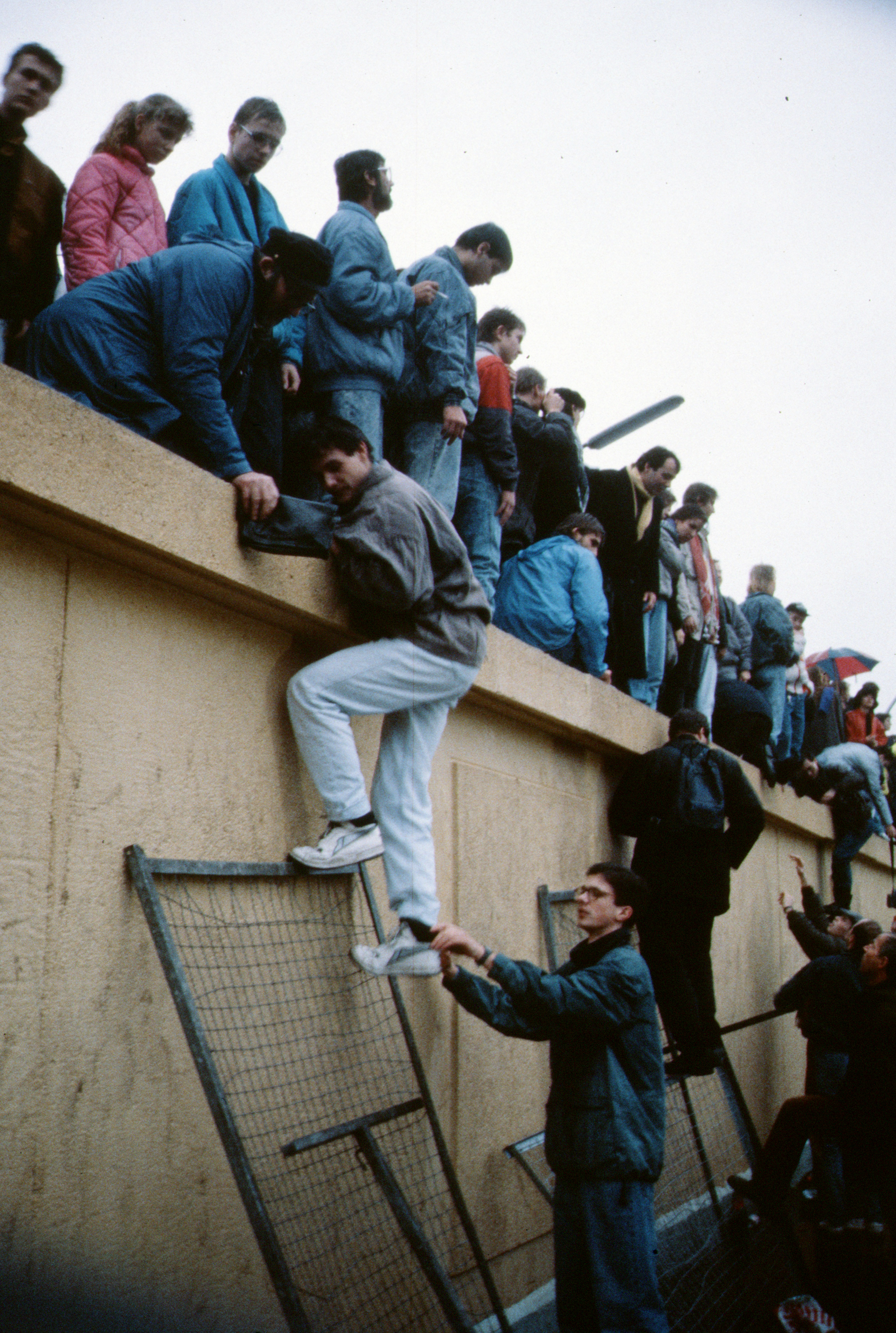
A Queda do Muro (novembro de 1989)
- Celebração na passagem da fronteira no bairro Schlutup de Lübeck.

 Outra passagem de fronteira para o sul pode ter sido aberta anteriormente. Um relato de Heinz Schäfer indica que ele também agiu de forma independente e ordenou a abertura do portão em Waltersdorf-Rudow algumas horas antes. Isso pode explicar os relatos de berlinenses orientais que apareceram em Berlim Ocidental antes da abertura da passagem da fronteira com a Bornholmer Straße.

## Consequências

### Demolição
A remoção do Muro começou na noite de 9 de novembro de 1989 e continuou nos dias e semanas seguintes, com pessoas apelidadas de Mauerspechte usando várias ferramentas para remover pedaços como lembranças, demolir grandes partes no processo e criar várias passagens não oficiais na fronteira.
A cobertura televisiva dos cidadãos que demoliram seções do muro em 9 de novembro foi logo seguida pelo regime da Alemanha Oriental anunciando dez novas passagens de fronteira, incluindo os locais historicamente significativos de Potsdamer Platz, Glienicker Brücke e Bernauer Straße. Multidões se reuniram em ambos os lados das travessias históricas, esperando horas para ligar as escavadeiras que derrubaram partes do muro para reconectar as estradas divididas. Enquanto o muro permaneceu oficialmente vigiado em uma intensidade decrescente, novas passagens de fronteira continuaram por algum tempo. Inicialmente, as tropas fronteiriças da Alemanha Oriental tentaram reparar os danos causados pelos "Mauerspechte"; gradualmente, essas tentativas cessaram e os guardas ficaram mais relaxados, tolerando as crescentes demolições e a passagem de fronteira "não autorizada" pelos buracos.
O Portão de Brandemburgo no Muro de Berlim foi aberto em 22 de dezembro de 1989; naquela data, o chanceler da Alemanha Ocidental, Helmut Kohl, atravessou o portão e foi recebido pelo primeiro-ministro da Alemanha Oriental, Hans Modrow. Alemães ocidentais e os berlinenses ocidentais puderam viajar sem visto a partir de 23 de dezembro. Até então, eles só podiam visitar a Alemanha Oriental e Berlim Oriental sob condições restritivas que envolviam a solicitação de visto com vários dias ou semanas de antecedência e a troca obrigatória de pelo menos 25 marcos alemães por dia de sua estadia planejada, os quais dificultavam espontaneamente visitas. Assim, nas semanas entre 9 de novembro e 23 de dezembro, os alemães orientais podiam viajar mais livremente do que os ocidentais.
Em 13 de junho de 1990, as tropas fronteiriças da Alemanha Oriental começaram oficialmente a desmantelar o muro, começando em Bernauer Straße e ao redor do distrito de Mitte. A partir daí, a demolição continuou por Prenzlauer Berg/Gesundbrunnen, Heiligensee e por toda a cidade de Berlim até dezembro de 1990. Segundo estimativas das tropas de fronteira, um total de cerca de 1,7 milhão de toneladas de entulho de construção foi produzido pela demolição. Extra-oficialmente, a demolição da Bornholmer Straße começou por causa das obras na ferrovia. Isso envolveu um total de 300 guardas de fronteira da RDA e - depois de 3 de outubro de 1990 - 600 pioneiros do Bundeswehr equipados com 175 caminhões, 65 guindastes, 55 escavadeiras e 13 escavadeiras. Praticamente todas as estradas que eram cortadas pelo Muro de Berlim foram reconstruídas e reabertas em 1 de agosto de 1990. Somente em Berlim, 184 km (114 mi) do muro, 154 km (96 mi) da cerca da fronteira, 144 km (89 mi) dos sistemas de sinal e 87 km (54 mi) das valas de barreira foram removidos. O que restou foram seis seções que deveriam ser preservadas como memorial. Várias unidades militares desmantelaram o muro da fronteira Berlim/Brandemburgo, concluindo o trabalho em novembro de 1991. Segmentos de paredes pintadas com motivos artisticamente valiosos foram colocados em leilão em 1990 em Berlim e Monte Carlo.
Em 1 de julho de 1990, o dia em que a Alemanha Oriental adotou a moeda da Alemanha Ocidental, todos os controles fronteiriços de jure cessaram, embora a fronteira inter-alemã tenha se tornado sem sentido já antes disso. A demolição do muro foi concluída em 1992.

A queda do Muro marcou o primeiro passo crítico em direção à reunificação alemã, que foi concluída formalmente apenas 339 dias depois, em 3 de outubro de 1990, com a dissolução da Alemanha Oriental e a reunificação oficial do Estado alemão ao longo das linhas democráticas da Lei Básica da Alemanha Ocidental. 

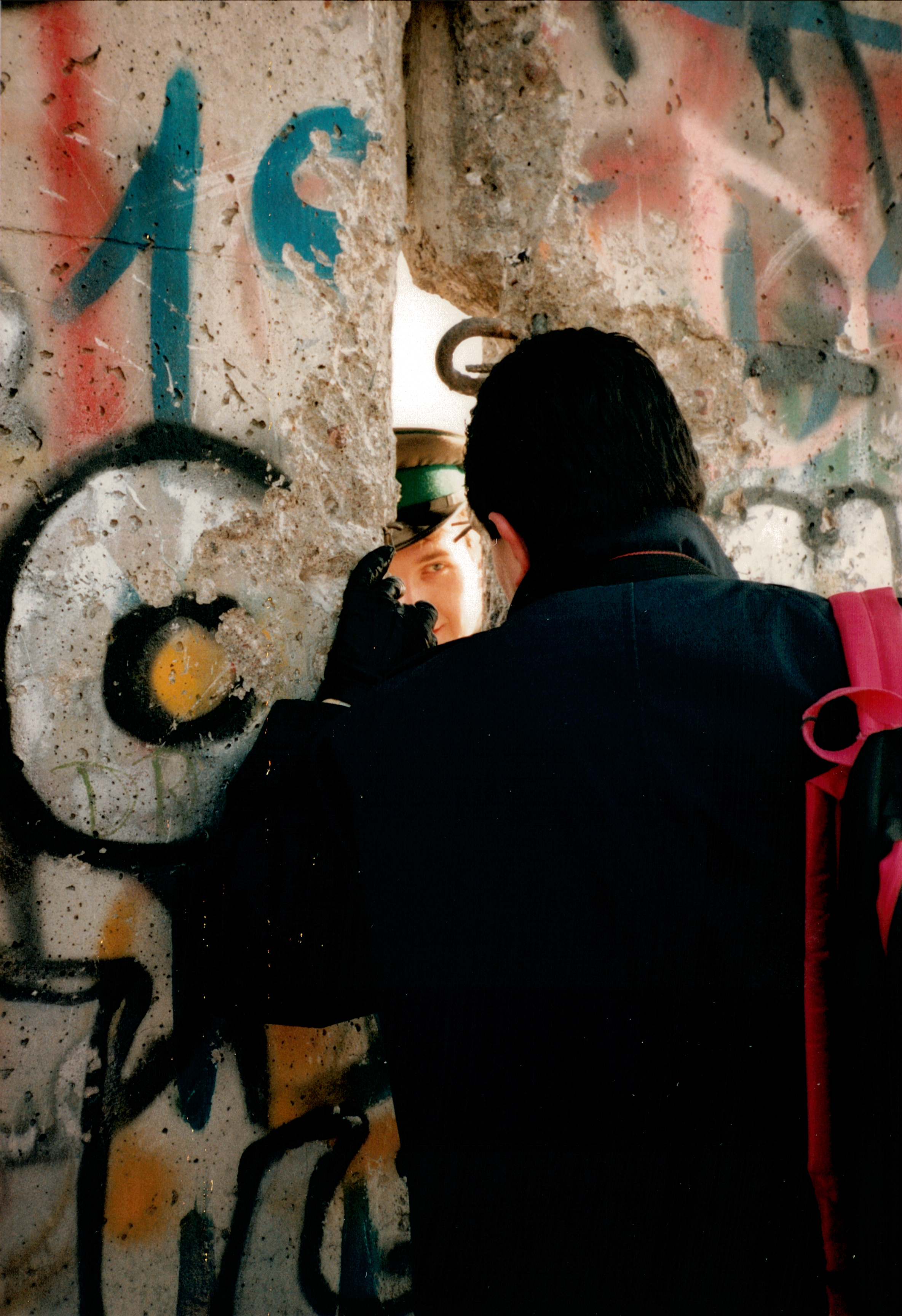
Um guarda da Alemanha Oriental fala com um alemão ocidental através de uma rachadura no muro no final de novembro de 1989.
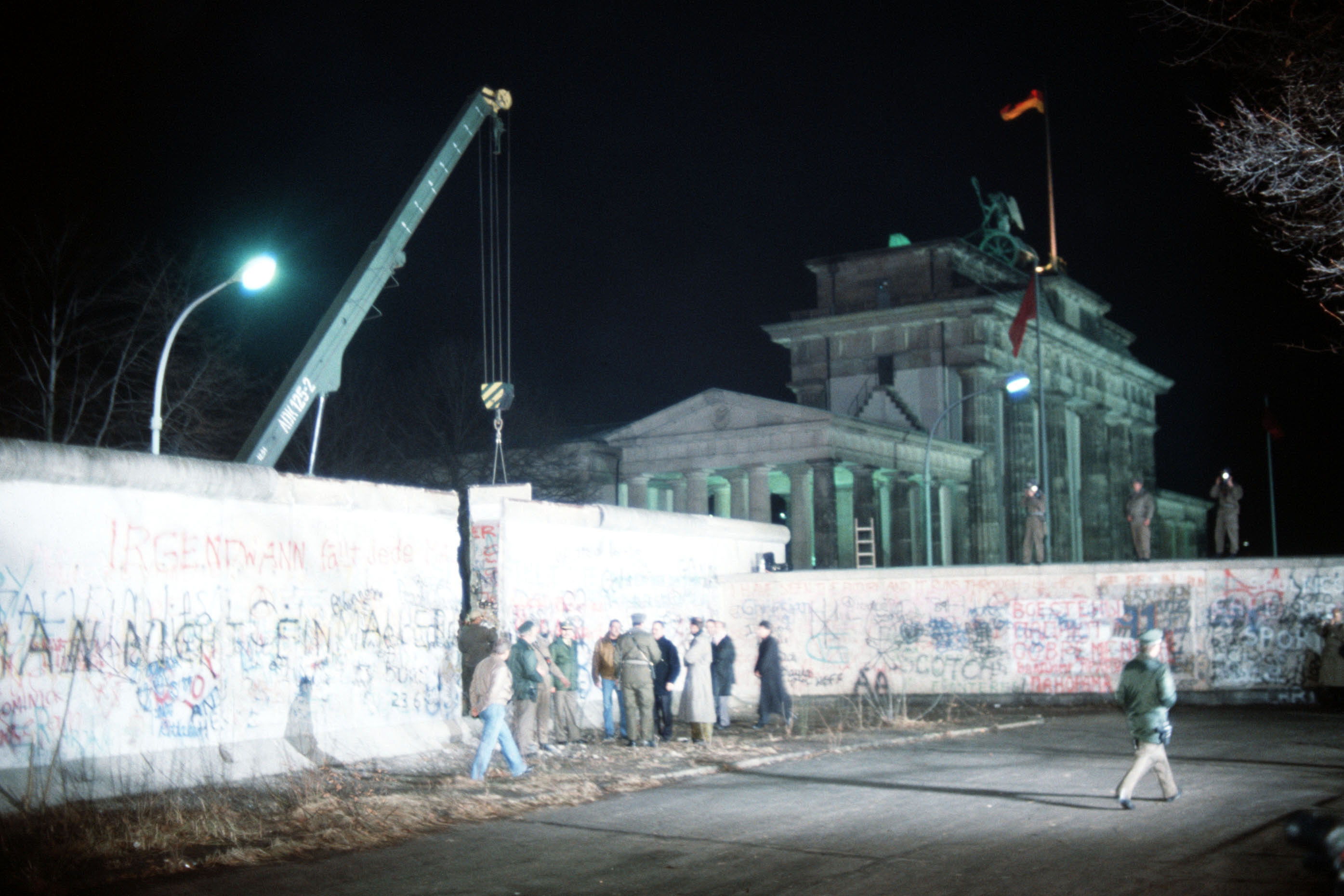
Um guindaste remove uma seção do muro perto do Portão de Brandemburgo em 21 de dezembro de 1989.
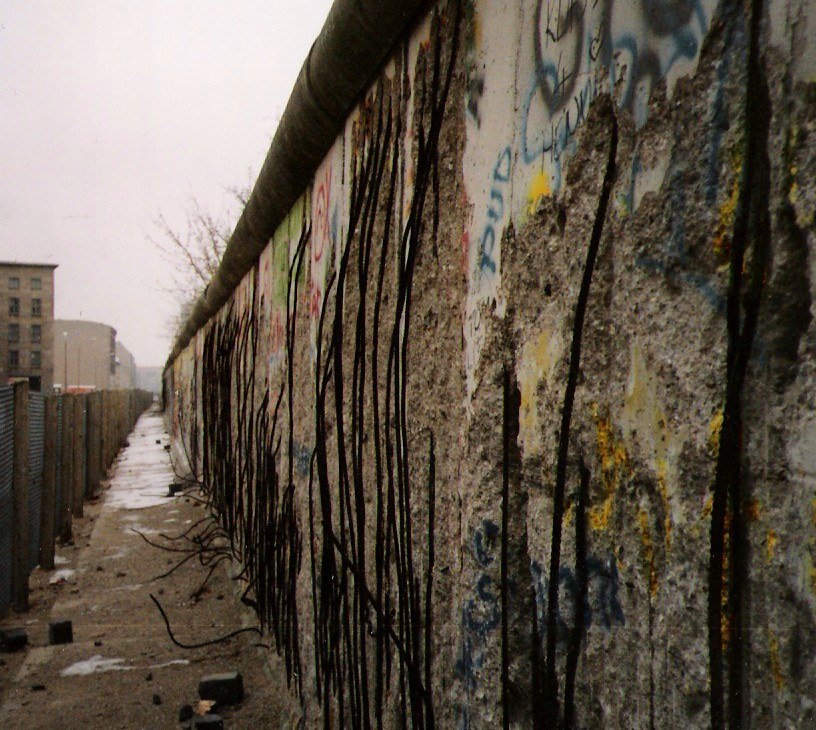
Quase todas as seções restantes foram rapidamente cortadas. Dezembro 1990.
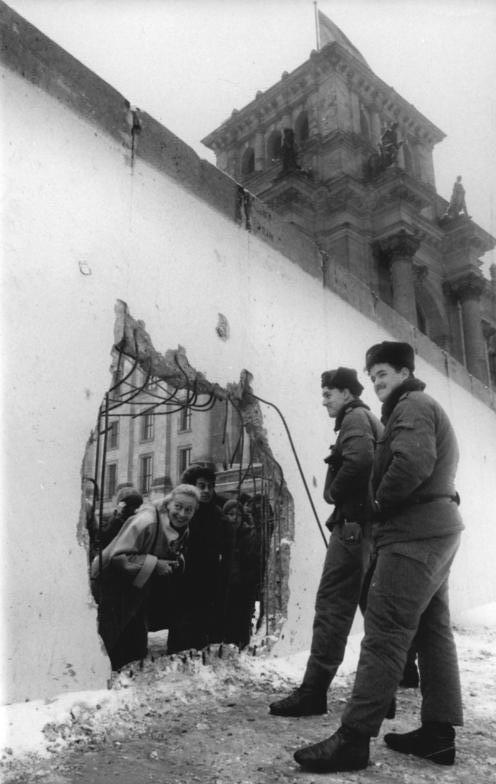
Os alemães ocidentais observam os guardas de fronteira da Alemanha Oriental através de um buraco no muro em 5 de janeiro de 1990.
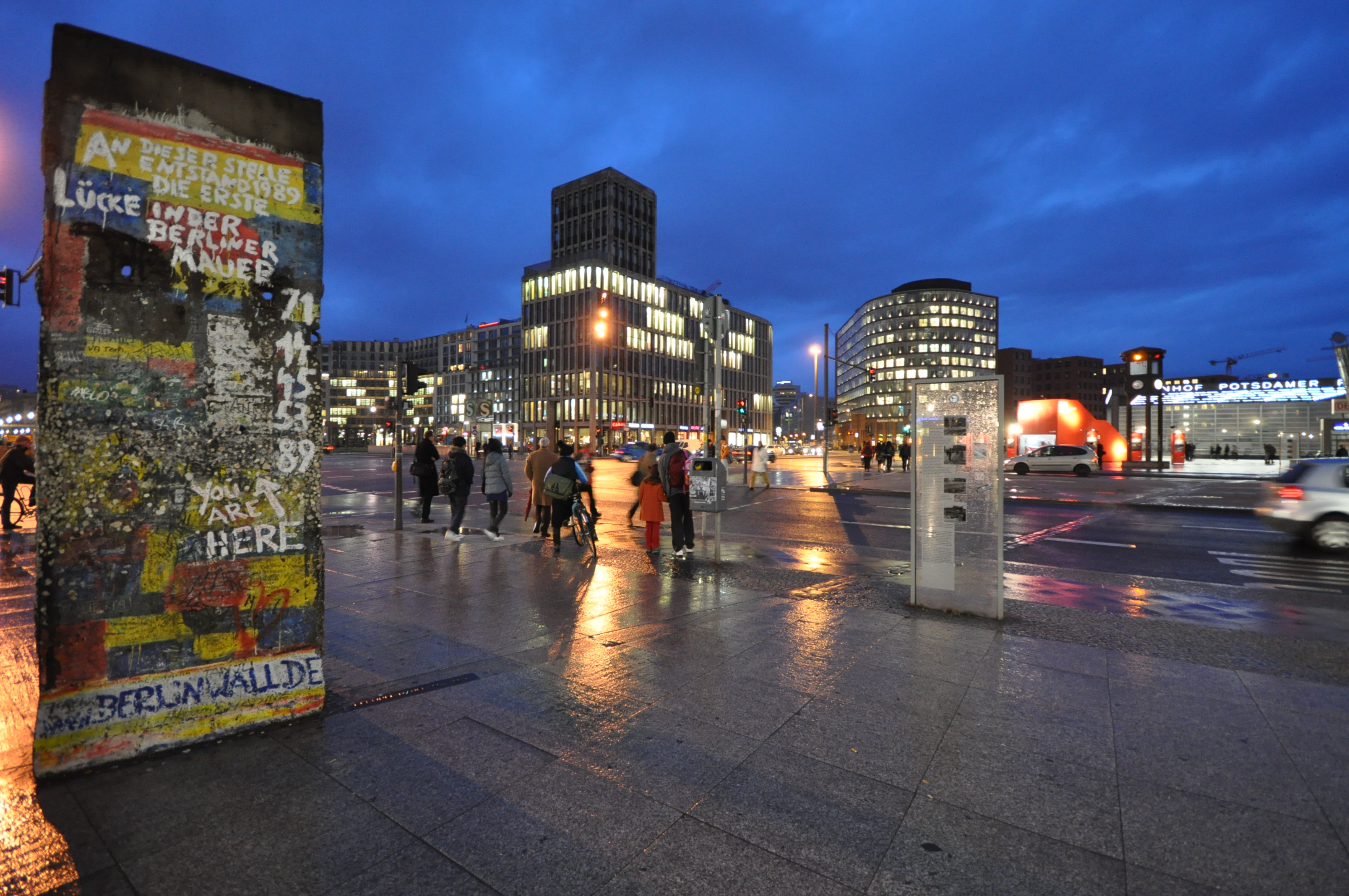
Pequena seção do Muro de Berlim na Potsdamer Platz, março de 2009
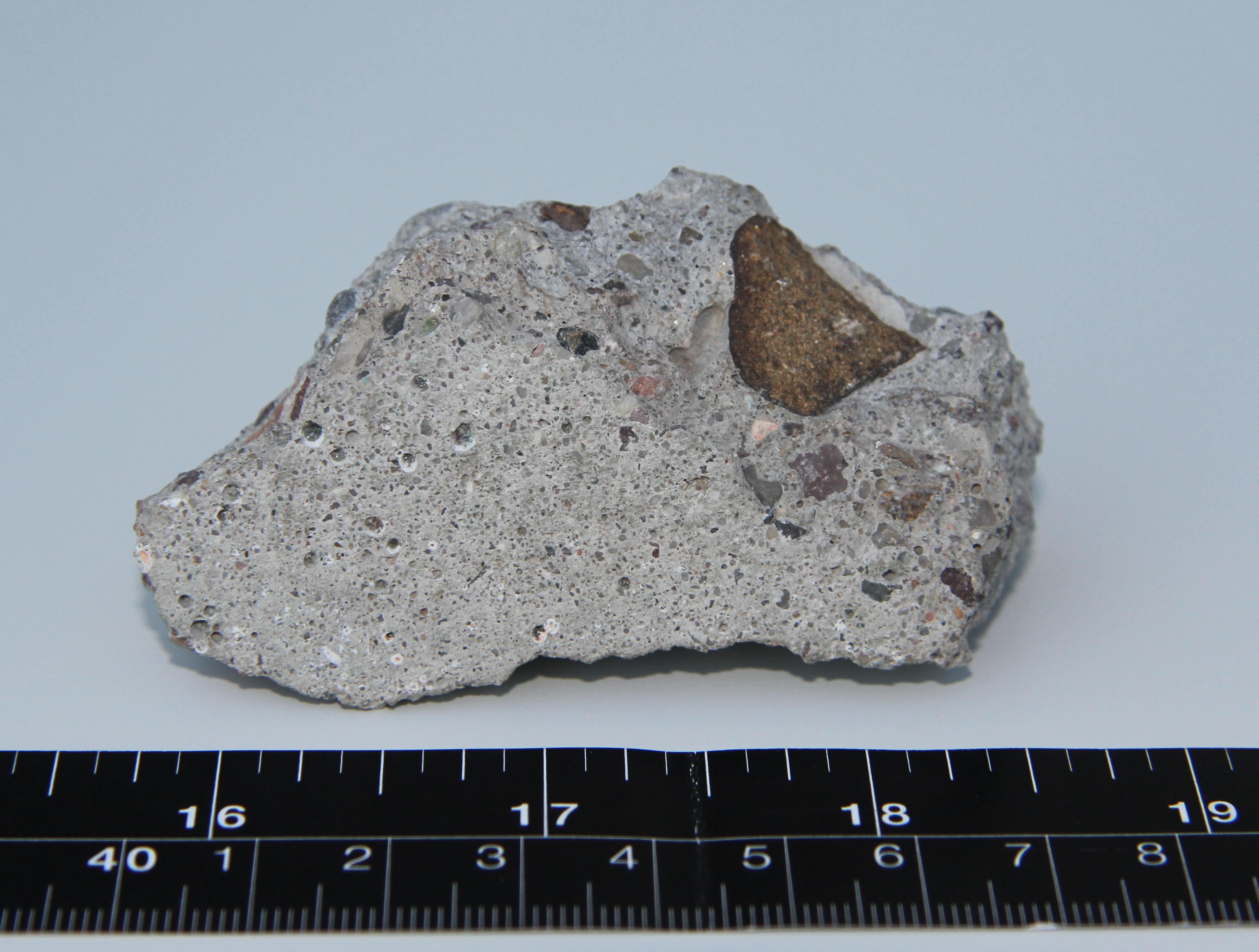
Pedaço de concreto do muro usado como lembrança

### Oposição
O presidente francês François Mitterrand e a primeira-ministra britânica Margaret Thatcher se opuseram à queda do Muro de Berlim e à eventual reunificação da Alemanha, temendo possíveis projetos expansionistas alemães em seus vizinhos europeus usando sua força cada vez maior. Em setembro de 1989, Margaret Thatcher confidenciou em particular ao secretário-geral soviético Mikhail Gorbachev que ela queria que o líder soviético fizesse o possível para impedi-lo.
"Não queremos uma Alemanha unida. Isso levaria a uma mudança nas fronteiras do pós-guerra e não podemos permitir isso, porque esse desenvolvimento prejudicaria a estabilidade de toda a situação internacional e poderia pôr em risco nossa segurança", disse Thatcher a Gorbachev.
Após a queda do Muro de Berlim, François Mitterrand alertou Thatcher que uma Alemanha unificada poderia criar mais terreno do que Adolf Hitler já teve e que a Europa teria de suportar as consequências.

### Celebrações e aniversários
Em 21 de novembro de 1989, Crosby, Stills & Nash tocou a música "Chippin 'Away" do álbum solo de Graham Nash, 1986, Innocent Eyes, em frente ao Portão de Brandenburgo.
Em 25 de dezembro de 1989, Leonard Bernstein fez um concerto em Berlim comemorando o fim do muro, incluindo a 9ª sinfonia de Beethoven (Ode to Joy) com a palavra "Joy" (Freude) alterado para "Freedom" (Freiheit) na letra cantada. O poeta Schiller pode ter originalmente escrito "Freedom" e alterado para "Joy" por medo. A orquestra e o coral eram oriundos da Alemanha Oriental e Ocidental, bem como do Reino Unido, França, União Soviética e Estados Unidos. Na véspera de Ano Novo de 1989, David Hasselhoff tocou sua música "Looking for Freedom" enquanto estava no topo do muro parcialmente demolido. Roger Waters apresentou o álbum The Wall, do Pink Floyd, ao norte de Potsdamer Platz em 21 de julho de 1990, com convidados incluindo Bon Jovi, Scorpions, Bryan Adams, Sinéad O'Connor, Cyndi Lauper, Thomas Dolby, Joni Mitchell, Marianne Faithfull, Levon Helm, Rick Danko e Van Morrison.
Ao longo dos anos, houve um debate polêmico e repetido sobre se o dia 9 de novembro seria um feriado nacional alemão adequado, geralmente iniciado por ex-membros da oposição política na Alemanha Oriental, como Werner Schulz. Além de ser o apogeu emocional da revolução pacífica da Alemanha Oriental, 9 de novembro é também a data da abdicação de 1918 do kaiser Wilhelm II e da declaração da República de Weimar, a primeira república alemã. No entanto, 9 de novembro é também o aniversário da execução de Robert Blum após as revoltas de Viena em 1848, do Beer Hall Putsch de 1923 e dos infames pogroms Kristallnacht dos nazistas em 1938. A ganhadora do Prêmio Nobel, Elie Wiesel, criticou a primeira euforia, observando que "eles esqueceram que 9 de novembro já havia entrado na história - 51 anos antes, marcava a Kristallnacht". Como a reunificação não foi oficial e completa até 3 de outubro de 1990, esse dia foi finalmente escolhido como o Dia da Unidade Alemã.